# 坂本一 (海軍軍人)

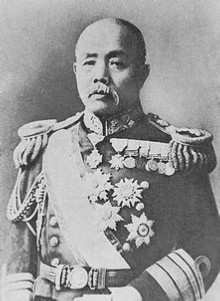
坂本一

坂本 一（さかもと はじめ、1859年11月6日（安政6年10月12日） - 1948年（昭和23年）11月21日）は、日本の海軍軍人。最終階級は海軍中将。

## 経歴
高知県出身。1874年（明治7年）10月、海軍兵学寮（7期）に入学。1883年（明治16年）11月、海軍少尉に任官。1890年（明治23年）1月、「海門」分隊長となり、「比叡」「金剛」「赤城」の各分隊長、「浪速」航海長、海軍大学校副官。1894年  (明治27年)  6月、「厳島」航海長となり、7月に勃発した日清戦争に出征。その後「鎮遠」回航委員、「葛城」副長などを経て、1896年（明治29年）4月、海軍少佐に昇進し横須賀水雷団第2水雷艇隊司令に就任した。
1896年11月、「富士」回航委員（イギリス出張）となり、同航海長を経て、1897年（明治30年）12月、海軍中佐に昇進した。同月、「厳島」副長に発令され、「富士」航海長、兼常備艦隊航海長、「八島」副長、「赤城」「豊橋」の各艦長を歴任し、1900年（明治33年）9月、海軍大佐に進級した。
1901年（明治34年）2月、「千代田」艦長に就任し、「笠置」艦長、艦政本部第2部長を経て、1903年（明治36年）10月、「八島」艦長となり日露戦争に出征。旅順港閉塞作戦に従事していたが、1904年（明治37年）5月15日、乗艦「八島」が旅順沖で触雷し沈没した。同年8月、大連湾防備隊司令官に就任。
1905年（明治38年）11月、「富士」艦長となり、「香取」回航委員長、同艦長、水路部長を経て、1907年（明治40年）3月、海軍少将に進級した。1908年（明治41年）8月、舞鶴工廠長に就任し、横須賀工廠長を経て、1911年（明治44年）6月、海軍中将に進んだ。
1912年（大正元年）12月、旅順鎮守府司令長官となり、海軍将官会議議員、舞鶴鎮守府司令長官などを歴任。1916年（大正5年）4月に待命、同年12月、予備役に編入となった。
1947年（昭和22年）11月28日、公職追放仮指定を受けた。

## 栄典
位階
- 1883年（明治16年）12月25日 - 正八位[2]
- 1887年（明治20年）3月25日 - 従七位[3]
- 1891年（明治24年）12月16日 - 正七位[4]
- 1896年（明治29年）7月20日 - 従六位[5]
- 1898年（明治31年）3月8日 - 正六位[6]
- 1900年（明治33年）12月8日 - 従五位[7]
- 1905年（明治38年）12月19日 - 正五位[8]
- 1911年（明治44年）1月31日 - 従四位[9]
- 1913年（大正2年）2月20日 - 正四位[10]
- 1916年（大正5年）12月20日 - 従三位[11]

勲章等
- 1893年（明治26年）11月29日 - 勲六等瑞宝章[12]
- 1895年（明治28年）11月18日 - 単光旭日章・功五級金鵄勲章[13]・明治二十七八年従軍記章[14]
- 1897年（明治30年）11月25日 - 勲五等瑞宝章[15]
- 1901年（明治34年）11月20日 - 勲三等旭日中綬章[16]
- 1902年（明治35年）5月10日 - 明治三十三年従軍記章[17]
- 1906年（明治39年）4月1日 - 功四級金鵄勲章・明治三十七八年従軍記章[18]
- 1910年（明治43年）5月20日 - 勲二等瑞宝章[19]
- 1915年（大正4年）
  - 5月29日 - 勲一等瑞宝章[20]
  - 11月7日 - 旭日大綬章[21]
  - 11月10日 - 大礼記念章（大正）[22]
- 1940年（昭和15年）8月15日 - 紀元二千六百年祝典記念章[23]